# ريناتو موري
ريناتو موري (بالإيطالية: Renato Mori)‏ هو ممثل إيطالي، ولد في 29 مايو 1935 بميلانو في إيطاليا، وتوفي في 22 أغسطس 2014 بروما في إيطاليا.

## وصلات خارجية
- ريناتو موري على موقع IMDb (الإنجليزية)
- ريناتو موري على موقع ألو سيني (الفرنسية)
- ريناتو موري على موقع أول موفي (الإنجليزية)
- ريناتو موري على موقع قاعدة بيانات الفيلم (الإنجليزية)
- ريناتو موري على موقع كينوبويسك (الروسية)
- ريناتو موري على موقع ANN person (الإنجليزية)